# 明石市立松が丘小学校
明石市立松が丘小学校（あかししりつ まつがおかしょうがっこう）は、兵庫県明石市松が丘3丁目に所在する公立小学校。2022年度（令和4年度）の児童数は 342名となっている。

## 概要
1967年（昭和42年）に明石市松が丘に開校した学校で、市内の小学校としては一番東側に位置し、神戸市垂水区と西区に隣接している。周辺は、丘陵地で明石市（松が丘）、神戸市垂水区（狩口台、南多聞台、神陵台）に明舞団地が開発され、 1964年（昭和39年） からの入居により人口が急増した地域で、明石海峡や淡路島も眺望できる。1975年（昭和50年）人口がピークとなり、 南に約1キロメートルに松が丘南小学校を分離新設して通学区域を変更する。その後、人口減少に伴い、1999年（平成11年）4月1日に松が丘南小学校を統合した。標高は約50メートル。

## 沿革
- 1967年（昭和42年）1月30日 - 明石市立明舞小学校（仮称）として工事着手
- 1967年（昭和42年）6月1日 - 校名が明石市立松が丘小学校と決定
- 1967年（昭和42年）9月1日 -入学式挙行、児童数28名
- 1967年（昭和42年）11月15日 - 校章決まる
- 1967年（昭和42年）12月1日 - 開校式を行う（開校記念日）
- 1968年（昭和43年）1月12日 - 校旗が完成
- 1968年（昭和43年）3月22日 - 校歌、校旗制定式を行う
- 1968年（昭和43年）8月26日 - 第2期校舎増築工事完了
- 1969年（昭和44年）4月3日 - 第3期校舎増築工事完了
- 1975年（昭和50年）4月7日 - 明石市立松が丘南小学校を分離新設
- 1999年（平成11年）1月27日 - 第1期校舎大規模改修工事完了
- 1999年（平成11年）4月1日 - 松が丘南小学校と統合（廃校後は、明石市立高齢者大学校あかねが丘学園）
- 1999年（平成11年）7月6日 - 第2期校舎大規模改修工事完了
- 2001年（平成13年）2月28日 - 第3期校舎大規模改修工事完了（西校舎南側半分）
- 2012年（平成24年）2月14日 - 体育館耐震改修工事完了

## 通学区域
- 松が丘1～5丁目、松が丘北町、東山町、大蔵谷奥(1番～4番)、朝霧北町(1104～1107,1109<1>,1122<6>,2811<3～19>,3777<8～11･16～23･34･58･59･62･64～76･86･190･194･201･213･215～240･253～262･270～275･291～295>[5]。

## 進学先中学校
卒業後は基本的に明石市立朝霧中学校に進学する。

## 出身人物
- 三木谷浩史 - 楽天創業者・会長兼社長、新経済連盟代表理事
- 笹木彰人 - 映画監督・演出家・俳優